# Кокорова (Мехедінць)
Кокорова (рум. Cocorova) — село у повіті Мехедінць в Румунії. Входить до складу комуни Сісешть.
Село розташоване на відстані 262 км на захід від Бухареста, 17 км на північний схід від Дробета-Турну-Северина, 92 км на північний захід від Крайови.

## Населення
За даними перепису населення 2002 року у селі проживали 386 осіб, усі — румуни. Усі жителі села рідною мовою назвали румунську.